# تلما وایت
تلما وایت (انگلیسی: Thelma White؛ ۴ دسامبر ۱۹۱۰ – ۱۱ ژانویهٔ ۲۰۰۵) بازیگر رادیو و سینما اهل ایالات متحده آمریکا بود.
از فیلم‌هایی که وی در آن‌ها نقش داشته است، می‌توان به سنکپ اشاره نمود.